# Poxoréu
Poxoréu é um município brasileiro do estado de Mato Grosso.

## Geografia

### Clima
O clima do município de Poxoréu é tropical quente e subúmido, com estação seca de quatro meses, de maio a setembro. A precipitação anual é de aproximadamente 1 700 mm.

Segundo dados do Instituto Nacional de Meteorologia (INMET), referentes ao período de 1978 a 1986 e a partir de 1995, a menor temperatura registrada em Poxoréu foi de 1 °C em 20 de julho de 1981, e a maior atingiu 44 °C em 4 de outubro de 2020. O maior acumulado de precipitação em 24 horas foi de 116,4 milímetros (mm) em 11 de novembro de 2009. Outros grandes acumulados iguais ou superiores a 100 mm foram 116,1 mm em 20 de dezembro de 2001, 101,5 mm em 27 de março de 2001 e 101,2 mm em 28 de novembro de 2004. Dezembro de 2001, com 618,4 mm, foi o mês de maior precipitação.
| Dados climatológicos para Poxoréu | Dados climatológicos para Poxoréu | Dados climatológicos para Poxoréu | Dados climatológicos para Poxoréu | Dados climatológicos para Poxoréu | Dados climatológicos para Poxoréu | Dados climatológicos para Poxoréu | Dados climatológicos para Poxoréu | Dados climatológicos para Poxoréu | Dados climatológicos para Poxoréu | Dados climatológicos para Poxoréu | Dados climatológicos para Poxoréu | Dados climatológicos para Poxoréu | Dados climatológicos para Poxoréu |
| Mês | Jan                               | Fev                               | Mar                               | Abr                               | Mai                               | Jun                               | Jul                               | Ago                               | Set                               | Out                               | Nov                               | Dez                               | Ano                               |
| --- | --------------------------------- | --------------------------------- | --------------------------------- | --------------------------------- | --------------------------------- | --------------------------------- | --------------------------------- | --------------------------------- | --------------------------------- | --------------------------------- | --------------------------------- | --------------------------------- | --------------------------------- |
| Temperatura máxima recorde (°C) | 39,5                              | 39,5                              | 38                                | 37                                | 38,3                              | 36,3                              | 37,5                              | 41                                | 43,5                              | 44                                | 39,6                              | 37,5                              | 44                                |
| Temperatura máxima média (°C) | 31,4                              | 31,8                              | 32                                | 32,2                              | 31,1                              | 31,3                              | 31,9                              | 34                                | 34,1                              | 33,3                              | 32,3                              | 31,5                              | 32,2                              |
| Temperatura média compensada (°C) | 25,4                              | 25,2                              | 25,3                              | 24,7                              | 22,6                              | 21,2                              | 20,8                              | 22,8                              | 24,9                              | 25,8                              | 25,6                              | 25,3                              | 25,1                              |
| Temperatura mínima média (°C) | 21,6                              | 21,3                              | 21,3                              | 19,9                              | 16,7                              | 13,9                              | 12,9                              | 14,4                              | 18,2                              | 20,5                              | 21,1                              | 21,4                              | 18,6                              |
| Temperatura mínima recorde (°C) | 14,7                              | 13,6                              | 13,4                              | 7,2                               | 2,6                               | 1,8                               | 1                                 | 3,6                               | 8                                 | 11,6                              | 10,2                              | 12,4                              | 1                                 |
| Precipitação (mm) | 288,3                             | 245,6                             | 275,3                             | 109,7                             | 31,2                              | 8,2                               | 6,2                               | 18,1                              | 66,1                              | 152,8                             | 203,7                             | 280                               | 1 685,2                           |
| Dias com precipitação (≥ 1 mm) | 18                                | 16                                | 16                                | 8                                 | 3                                 | 1                                 | 1                                 | 2                                 | 5                                 | 10                                | 14                                | 18                                | 112                               |
| Umidade relativa compensada (%) | 84,4                              | 85,8                              | 85,2                              | 82,7                              | 78,1                              | 74,8                              | 69,2                              | 61,9                              | 65,3                              | 75,4                              | 80,7                              | 83,8                              | 77,3                              |
| Insolação (h) | 130,7                             | 136,5                             | 162,5                             | 207,3                             | 232,8                             | 233                               | 261,3                             | 244,4                             | 173,9                             | 171,9                             | 169,4                             | 138                               | 2 261,7                           |
| Fonte: Instituto Nacional de Meteorologia (INMET) (normal climatológica de 1981-2010; recordes de temperatura: 18/09/1978 a 31/12/1986 e 01/01/1995-presente) |                                   |                                   |                                   |                                   |                                   |                                   |                                   |                                   |                                   |                                   |                                   |                                   |                                   |

## Cultura
A Associação Partilhar, fundada em 2005, promove o intercambio cultural no município.

## Últimos prefeitos eleitos
| Ano  | Prefeito              | Partido | Votos | %     | Ref    |
| ---- | --------------------- | ------- | ----- | ----- | ------ |
| 2004 | Tonho Do Menino Velho | PMDB    | 6.244 | 56,78 | [ 13 ] |
| 2008 | Ronan Figueiredo      | PMDB    | 5.863 | 52,82 | [ 14 ] |
| 2012 | Jane                  | PSD     | 5.582 | 52,93 | [ 15 ] |
| 2016 | Nelson Paim           | PDT     | 3.697 | 44,37 | [ 16 ] |
| 2020 | Nelson Paim           | PDT     | 6.330 | 64,26 | [ 17 ] |
| 2024 | Luciano Sol           | REPU    | 7.006 | 60,75 | [ 18 ] |